# Christopher Paolini
Christopher Paolini (Južna Kalifornija, 17. studenog 1983.) je američki pisac. Poznat je po svojoj nedovršenoj tetralogiji Nasljeđe, koja se sastoji od knjiga Eragon, Prvorođeni, Brisingr i Naslijeđe. Christopher živi u Paradise Valley u Montani, gdje je i napisao prvu knjigu.

## Biografija
Paolini je odgojen u Paradise Valley-u u Montani. Članovi njegove obitelji uključuju njegove roditelje, Kennetha i Talitu, te njegovu sestru Angelu. Učen je kod kuće, a s 15 godina je maturirao nakon što je pohađao nekoliko tečaja u školi u Chicagu. Nako mature počeo je pisati roman koji je kasnije postao Eragon te njegov nastavak, Prvorođeni, radnja kojih je smještana u kraljevstvo zvano Alagaësija.
2002. godine, Eragon je izdan putem tvrtke njegovih roditelja, Paolini International LLC. Kako bi promovirao knjigu, Paolini je putovao u preko 135 škola i knjižnica gdje je raspravljao o čitanju i pisanju dok je bio odjeven u srednjovjekovnu odjeću. Paolini je sam napravio naslovnu stranu prvog izdanja Eragona koja je prikazivala Safirino oko. Također, sam je nacrtao i mapu koja se nalazi na početku svake knjige.
U ljeto 2002. godine, poluunuk autora Carla Hiaasena našao je Eragona u knjižari i odmah mu se svidjela. Njegov poludjed ju je predložio svome izdavaču, Alfredu Knopfu koji je ponudio izdavanje Eragona i ostalih knjiga tetralogije. Tako je drugo izdanje Eragona izašlo u kolovozu 2003. godine. Kada je imao samo 19 godine, New York Times je Paolinija proglasio bestseller piscem. Od onda je Eragon adaptiram u istoimeni film.
Prvorođeni, nastavak Eragona, izdan je 23. kolovoza 2005. godine. Treća knjiga, Brisingr, treba izaći 20. rujna 2008. godine. Brisingr je trebala biti treća i posljednja knjiga u seriji, ali zbog svog opsega je podijeljena u dvije što čini tetralogiju.

## Utjecaj
Paolinijev rad je inspiriran radovima J. R. R. Tolkiena, E. R. Edisona i starim engleskim epom Beowulfom. Paolini je sam rekao da za Eragona inspiraciju dobio radom Brucea Covillea. Drugi pisci koji utječu na njegov rad su David Eddings, Andre Norton, Brian Jacques, Anne McCaffrey, Raymond E. Feist, Mevyn Peake, Ursula K. Le Guin i Frank Herbert.
Još jedna važna stvar koja utječe na njegovo stvaralaštvo je priroda, posebno mjesto gdje živi, Paradise Valley.